# عملية التظليل
عملية التظليل هو الاسم الرمزي العملياتي الذي أُطلق على مساهمة المملكة المتحدة في التدخل العسكري المستمر ضد تنظيم الدولة الإسلامية في العراق والشام . تتضمن العملية قيام الجيش البريطاني بتوفير الدعم الأرضي والتدريب للقوات المتحالفة التي تقاتل ضد تنظيم الدولة الإسلامية، وقوات الجو الملكية التي توفر المساعدات الإنسانية عن طريق الإنزال الجوي والاستطلاع والضربات الجوية، والبحرية الملكية التي توفر الاستطلاع والضربات الجوية من مجموعة حاملة الطائرات البريطانية ومرافقة مجموعات حاملات الطائرات المتحالفة.
بالإضافة إلى ذلك، وردت تقارير عن أن القوات الخاصة البريطانية تعمل في العراق وسوريا وليبيا.
وبحلول يناير/كانون الثاني 2019، أعلنت وزارة الدفاع أن 1700 غارة جوية بريطانية أسفرت عن مقتل وإصابة 4315 مقاتلاً عدواً في العراق وسوريا، بالإضافة إلى إصابة مدني واحد. كما قدم سلاح الجو الملكي البريطاني مساعدات إنسانية بقيمة 230 مليون جنيه إسترليني. وبشكل عام، أسفرت العملية عن تكلفة صافية بلغت 1.75 مليار جنيه إسترليني. وقد جاء عدد الضربات الجوية التي نُفذت في العراق وسوريا في المرتبة الثانية بعد الولايات المتحدة، حيث أفاد تقرير أن سلاح الجو الملكي نفذ 20 في المائة من جميع الضربات الجوية. تُعد هذه العملية المهمة الجوية الأكثر كثافة التي يقوم بها سلاح الجو الملكي البريطاني منذ 25 عامًا.
في 28 سبتمبر 2024، أعلنت وزارة الدفاع أن الطائرات البريطانية ستوقف عمليات الضربات فوق العراق وسوريا بعد انتهاء المهمة العسكرية للتحالف الدولي ضد داعش، والتي ستنتهي خلال الأشهر الـ 12 المقبلة.

## خلفية
في عام 2014، حققت جماعة الدولة الإسلامية المسلحة مكاسب إقليمية واسعة النطاق في العراق وسوريا بعد عدة هجمات. وأعلنت أن الأراضي التي سيطرت عليها هي الخلافة التي طبقت فيها تفسيراً صارماً للشريعة الإسلامية. وتلقت الجماعة، التي صنفتها الأمم المتحدة كمنظمة إرهابية، إدانة عالمية بسبب انتهاكاتها لحقوق الإنسان وجرائمها ضد الإنسانية. طلبت الحكومة العراقية رسميًا من الولايات المتحدة والمجتمع الدولي الأوسع نطاقًا تنفيذ ضربات جوية ضد داعش دعماً لمعركتهم على الأرض. خلال قمة حلف شمال الأطلسي عام 2014 في ويلز ‏، ضغط وزير الخارجية الأمريكي جون كيري على وزراء أستراليا وكندا والدنمرك وفرنسا وألمانيا وإيطاليا وتركيا والمملكة المتحدة لدعم التحالف لمحاربة داعش عسكريًا وماليًا. أطلقت الولايات المتحدة قوة المهام المشتركة - عملية العزم الصلب (CJTF-OIR) في 17 أكتوبر بهدف معلن وهو إضعاف وتدمير تنظيم الدولة الإسلامية (داعش).

## العراق

### المساعدات الإنسانية والمراقبة
وفي أعقاب الإبادة الجماعية التي ارتكبها تنظيم الدولة الإسلامية في العراق والشام (داعش) بحق الإيزيديين والأقليات العرقية الأخرى في شمال العراق في 9 أغسطس/آب 2014، نشرت الحكومة البريطانية القوات الجوية الملكية لإجراء عمليات إسقاط المساعدات الإنسانية جواً. أجريت أول عملية إنزال جوي في 9 أغسطس، باستخدام طائرتين من طراز لوكهيد سي-130 هيركوليس، انطلقتا من قاعدة أكروتيري الجوية الملكية في قبرص ، لإسقاط حزم من المساعدات على جبل سنجار . كان لا بد من إلغاء عملية الإنزال الجوي الثانية في 12 أغسطس بسبب وجود خطر محتمل لإصابة المدنيين. تمكنت عمليات الإنزال الجوي من استئناف عملها خلال 24 ساعة وتم إنزال شحنتين كبيرتين من المساعدات جواً فوق جبل سنجار. وفي نفس اليوم، أعلنت وزارة الدفاع عن نشر طائرات تورنادو GR4 الهجومية للمساعدة في تنسيق عمليات الإنزال الجوي باستخدام أجهزة الاستطلاع LITENING III ؛ ولم تفوض بإجراء أي غارات جوية قبل موافقة البرلمان. كما تم نشر أربع طائرات هليكوبتر نقل من طراز شينوك إلى جانبهم للمشاركة في أي مهام إنقاذ مطلوبة للاجئين. في 13 أغسطس 2014، أسقطت طائرتان من طراز هيركوليس سي-130 جولة ثالثة من المساعدات الإنسانية على جبل سنجار. وتبع ذلك جولة رابعة وأخيرة في 14 أغسطس/آب، ليصل إجمالي عدد عمليات الإنزال الجوي للمساعدات الإنسانية التي نفذتها القوات الجوية الملكية البريطانية إلى سبع عمليات. علقت المملكة المتحدة عمليات إسقاط المساعدات الإنسانية جواً في 14 أغسطس/آب 2014 بسبب "تحسن الوضع الإنساني" في جبل سنجار.
في 16 أغسطس/آب 2014، وبعد تعليق عمليات الإنزال الجوي للمساعدات الإنسانية، بدأ سلاح الجو الملكي البريطاني في تحويل تركيزه من الإغاثة الإنسانية إلى المراقبة . إعيد تكليف طائرات تورنادو GR4، التي كانت تستخدم في السابق للمساعدة في تنسيق عمليات إسقاط المساعدات الإنسانية، بجمع معلومات استخباراتية حيوية للقوات المقاتلة لتنظيم داعش. كما نشرت طائرة استخبارات إشارات من طراز RC-135 Rivet Joint في أول عملية نشر لهذا النوع منذ دخوله الخدمة. كانت الطائرة متمركزة في قاعدة العديد الجوية في قطر إلى جانب الطائرات الأمريكية. بالإضافة إلى طائرات Tornado وRivet Joint، نشر سلاح الجو الملكي البريطاني أيضًا طائرات Reaper وSentinel وShadow وSentry للقيام بمهام مراقبة فوق العراق وسوريا.
وعندما سُئل وزير الدفاع مايكل فالون عما إذا كانت البلاد ستشارك في الضربات الجوية أو ترسل قوات برية، قال: "لم يُطلب منا الالتزام بإرسال قوات قتالية على الأرض - ولن نفعل ذلك - ولم يُطلب منا الانضمام إلى ضربات جوية أخرى على الرغم من أننا نرحب بها بالتأكيد".

### الموافقة البرلمانية
في 20 سبتمبر/أيلول 2014، قدمت العراق رسالة إلى مجلس الأمن التابع للأمم المتحدة (الذي تعد المملكة المتحدة عضواً دائماً فيه ) تدعو فيها إلى تقديم المساعدة العسكرية في حربها ضد تنظيم الدولة الإسلامية، وهو ما ينسجم مع الدعوات التي وجهتها في مؤتمر باريس في 15 سبتمبر/أيلول.
في 26 سبتمبر/أيلول 2014، استدعى رئيس الوزراء البريطاني ديفيد كاميرون البرلمان لمناقشة تفويض الضربات الجوية البريطانية ضد تنظيم الدولة الإسلامية في العراق والشام (داعش) في العراق. وأصر كاميرون على أن التدخل، بناء على طلب الحكومة العراقية، لمحاربة "منظمة إرهابية وحشية" كان "مبررا أخلاقيا". وأضاف أن تنظيم الدولة الإسلامية يشكل "تهديدا مباشرا للمملكة المتحدة" وأن التقاعس البريطاني من شأنه أن يؤدي إلى "مزيد من القتل" في العراق. وبعد مناقشة استمرت سبع ساعات، صوت البرلمان بأغلبية ساحقة لصالح الضربات الجوية، حيث صوت 524 لصالحها و43 ضدها. جاءت الأصوات الرافضة البالغ عددها 43 صوتًا من 23 نائبًا من حزب العمال، وستة نواب من حزب المحافظين، وخمسة نواب من الحزب الوطني الاسكتلندي، وثلاثة نواب من الحزب الاجتماعي الديمقراطي وحزب العمال، ونائبين من حزب بليد كامري ، ونائب واحد من الحزب الليبرالي الديمقراطي، ونائب واحد من الحزب الأخضر ، ونائب واحد من حزب الاحترام . وفي أعقاب التصويت، صرح وزير الدفاع مايكل فالون لهيئة الإذاعة البريطانية (بي بي سي) بأن الأولوية ستكون لوقف مذبحة المدنيين في العراق، وأن المملكة المتحدة وحلفاءها سوف يسترشدون بالاستخبارات العراقية والكردية في تحديد الأهداف.

### الضربات الجوية
بدأت القوات الجوية الملكية البريطانية في تنفيذ طلعات جوية مسلحة فوق العراق فور موافقة البرلمان، باستخدام طائراتها الست من طراز تورنادو GR4 المتمركزة في قاعدة أكروتيري الجوية الملكية في قبرص. وقعت الغارة الجوية الأولى في 30 سبتمبر/أيلول 2014، عندما هاجمت طائرتان من طراز تورنادو GR4 موقع أسلحة ثقيلة لتنظيم الدولة الإسلامية باستخدام قنبلة موجهة بالليزر من طراز Paveway IV وشاحنة صغيرة مسلحة باستخدام صاروخ Brimstone.
في أكتوبر 2014، انضمت طائرتان هجوميتان أخريان من طراز Tornado GR4 وعدد غير معلن من الطائرات بدون طيار المسلحة من طراز MQ-9 Reaper إلى العملية. وقعت أول غارة جوية لطائرة MQ-9 Reaper في 10 أكتوبر 2014. وفي مكان آخر، كلفت البحرية الملكية المدمرة من طراز 45 أتش أم أس Defender ترافق حاملة الطائرات التابعة للبحرية الأمريكية USS George H.W. Bush (CVN-77) أثناء إطلاقها للطائرات على العراق وسوريا.
وبحسب وزير الدفاع مايكل فالون، نفذت المملكة المتحدة "عددًا هائلاً من المهام" فوق العراق بحلول 13 ديسمبر/كانون الأول 2014، وهو رقم "ثاني بعد الولايات المتحدة" و"خمسة أضعاف ما نفذته فرنسا". بحلول 5 فبراير/شباط 2015، ساهمت المملكة المتحدة بنحو 6% من إجمالي الضربات الجوية للتحالف في العراق ــ وهي المساهمة الثانية بعد الولايات المتحدة ــ والتي وصفتها لجنة الدفاع الخاصة ‏ بأنها "متواضعة".
بحلول 26 سبتمبر/أيلول 2015، أي بعد مرور عام كامل على بدء العملية، كانت طائرات تورنادو وريبر قد نفذت أكثر من 1300 مهمة ضد تنظيم الدولة الإسلامية (داعش)، ونفذت أكثر من 300 غارة جوية، مما أسفر عن مقتل أكثر من 330 مقاتلاً من تنظيم الدولة الإسلامية. بحلول 24 يناير 2016، أطلقت الطائرة ما مجموعه 311 صاروخًا من طراز AGM-114 Hellfire ، و117 صاروخًا من طراز Brimstone، و540 قنبلة موجهة بالليزر من طراز Paveway IV. في يونيو 2016، استخدمت القوات الجوية الملكية البريطانية صواريخ ستورم شادو الكروز ضد تنظيم الدولة الإسلامية لأول مرة، حيث هاجمت مخبأ خرساني كبير في غرب العراق.
في 14 مارس 2017، أفاد موقع Forces.net أن سلاح الجو الملكي البريطاني نفذ أكثر من 1253 غارة جوية في العراق، وهو رقم ظل في المرتبة الثانية بعد الولايات المتحدة.
بعد هزيمة تنظيم الدولة الإسلامية في معركة الباغوز فوقاني في مارس 2019، نفذت القوات الجوية الملكية البريطانية 7 مهام طيران فقط في بقية عام 2019. بعد فترة تسعة أشهر من عدم شن أي غارات جوية، استؤنفت مرة أخرى في 10 أبريل 2020 عندما حددت طائرتان من طراز يوروفايتر تايفون، إلى جانب طائرة من طراز MQ-9 Reaper، قوات داعش في العراق واشتبكت معها، على بعد حوالي 200 كيلومتر. كم شمال بغداد. وبحلول يوليو/تموز 2020، نفذت المملكة المتحدة 40 غارة جوية في العام الماضي.
في مارس 2021، نفذ سلاح الجو الملكي البريطاني سلسلة من الضربات الجوية ضد داعش المختبئ داخل الكهوف في شمال العراق. وشهدت الطلعات الجوية الأولية الاستخدام القتالي الأول لصاروخ ستورم شادو كروز بواسطة طائرة يوروفايتر تايفون، تلا ذلك ما يصل إلى 20 قنبلة موجهة بالليزر من طراز بيفواي 4 في الأيام التالية. اكتشف بقايا صاروخ كروز من طراز ستورم شادو في وقت لاحق في شمال العراق وتم الإبلاغ عنها في وسائل الإعلام العراقية، ومع ذلك فإنه من غير المعروف ما إذا كانت هذه البقايا تنتمي إلى صاروخ تابع لسلاح الجو الملكي البريطاني أو صاروخ تابع للقوات الجوية الفرنسية.
نشرت البحرية الملكية البريطانية مجموعة حاملة الطائرات الضاربة رقم 21 ، وهي مجموعة حاملة طائرات ضاربة ‏ تتركز حول حاملة الطائرات أتش أم أس Queen Elizabeth، في مهمة تشغيلية أولى في يونيو 2021. انطلاقًا من شرق البحر الأبيض المتوسط، أطلقت حاملة الطائرات طائراتها المقاتلة متعددة المهام من طراز F-35B Lightning II التابعة لسلاح الجو الملكي البريطاني وسلاح مشاة البحرية الأمريكية فوق العراق وسوريا. وفي حين لم تعلق وزارة الدفاع الأمريكية كثيراً على الغارات الجوية، فقد أكد معهد البحرية الأمريكية ‏ وقوعها. بحلول أوائل شهر يوليو، أنهت مجموعة حاملة الطائرات الضاربة دعمها واستمرت في مهمتها الأساسية في منطقة المحيطين الهندي والهادئ عبر قناة السويس.
في عام 2022، نفذت المملكة المتحدة إجمالي ضربتين جويتين في العراق. في عام 2023، وجهت المملكة المتحدة ضربة إلى هدفين لتنظيم داعش في شمال شرق العراق دعماً لعملية نفذتها قوات الأمن العراقية.
في 21 أبريل 2024، ضربت طائرتان من طراز تايفون منصة إطلاق صواريخ كانت تستهدف قوات التحالف في شمال غرب العراق.
في 18 يونيو 2024، قتلت طائرة بدون طيار تابعة لسلاح الجو الملكي البريطاني أحد مسلحي داعش في غارة في الصحراء السورية.
في أكتوبر 2014، وافقت الحكومة البريطانية على إرسال 12 عضوًا من الكتيبة الثانية، فوج يوركشاير (2 YORKS) إلى أربيل لتدريب البيشمركة على كيفية استخدام المدافع الرشاشة الثقيلة التي قدمتها المملكة المتحدة. ارتفع عدد القوات البريطانية المشاركة في هذه المهمة التدريبية في نهاية المطاف من 12 إلى 50 قبل أن يتم تعزيزها بدفعة إضافية من القوات البريطانية يبلغ عددها "مئات قليلة". وكشف أيضًا أنه تم إرسال فريق صغير من القوات "المستعدة للقتال" معهم لتوفير الحماية للقوات ‏. وبحلول عام 2016، تم نشر 30 جنديًا إضافيًا لتدريب القوات العراقية، مما رفع العدد الإجمالي للقوات البريطانية المنتشرة في العراق إلى 300. كما قام الجيش البريطاني بتدريب أكثر من 31 ألف مقاتل عراقي ومقاتل من البيشمركة.
في عام 2016، تم نشر سرب يضم ما يصل إلى 80 مهندسًا ملكيًا للمساعدة في بناء مرافق تدريب أفضل في قاعدة الأسد الجوية. تبع ذلك نشر 44 مهندسًا ملكيًا من سرب المهندسين المدرع الخامس، فوج المهندسين 22، ‏ لمدة ستة أشهر في قاعدة الأسد الجوية في عام 2017. وبذلك يصل عدد الأفراد البريطانيين في القاعدة إلى أكثر من 300 فرد، ويبلغ إجمالي عددهم في العراق نحو 600 فرد.
في يناير/كانون الثاني 2017، ذكرت هيئة الإذاعة البريطانية (بي بي سي) أن العريف سكوت هيثرينغتون توفي في "حادث إطلاق نار" في معسكر التاجي بالعراق. كان هيذرينجتون عضوًا في فصيلة قوة الحماية، سرية بلينهايم، الكتيبة الثانية لفوج دوق لانكستر ‏ ؛ وكان أول جندي بريطاني يموت في العراق منذ ما يقرب من ثماني سنوات. تم نشر حوالي 150 جنديًا من الكتيبة في العراق لمدة ستة أشهر، ليشكلوا جزءًا من قوة قوامها 500 جندي يرسلون لتدريب قوات الأمن العراقية والكردية.
في يناير 2020، وفي خضم التوترات المتزايدة بين الولايات المتحدة وإيران في أعقاب الغارة الجوية على مطار بغداد الدولي، والتي قتلت القائد العسكري الإيراني الكبير قاسم سليماني، تم تعليق مهمة تدريب الجيش البريطاني في العراق مؤقتًا بسبب المخاوف الأمنية. وبعد شهرين تقريبا، أدى هجوم صاروخي على قاعدة التاجي العسكرية العراقية التي تستضيف عسكريين بريطانيين وأمريكيين وأستراليين إلى مقتل ثلاثة جنود، بينهم بريطاني. تم التعرف عليها لاحقًا على أنها العريف برودي جيلون من فيلق الطب بالجيش الملكي وجندي احتياطي في فوج الفرسان الاسكتلندي والأيرلندي الشمالي ‏. في وقت الهجوم، كانت مهمة التدريب لا تزال معلقة وتم تقليصها استجابة لجائحة كوفيد-19. ويُعتقد أن ميليشيا مدعومة من إيران كانت مسؤولة عن الهجوم، واستُهدفت لاحقًا بغارة جوية أمريكية انتقامية.
في فبراير 2023، عادت الكتيبة الأولى من حرس القنابل اليدوية من جولة عملياتية في العراق، حيث قدمت الحماية للأفراد البريطانيين المنتشرين في عملية شادر.

## الدعم الارضي
في أعقاب بدء العمليات الجوية، كان هناك قلق عام بشأن التوسع في المهمة ‏ وتورط القوات القتالية البريطانية في ما خشي البعض أنه قد يصبح حربًا برية مطولة أخرى، على غرار حرب العراق والحرب في أفغانستان. وتعهدت الحكومة البريطانية بشكل مستمر بعدم إرسال أي قوات بريطانية إلى الميدان للقيام بدور قتالي، بل ركزت بدلاً من ذلك على التدريب والدعم غير القتالي. وكان الاستثناء الوحيد لذلك هو نشر الكتيبة الثانية من فوج يوركشاير (2 YORKS) في أربيل، وهو ما ساعد في تأمين المنطقة لمهمة إنقاذ اللاجئين بطائرة هليكوبتر محتملة في عام 2014. كانت الكتيبة، التي كانت في ذلك الوقت كتيبة الاحتياطي المسرحي المتمركزة في قبرص لعملية هيريك في أفغانستان ، قد غادرت أربيل خلال 24 ساعة. خارج نطاق القوات البرية النظامية، يُعتقد على نطاق واسع أن القوات الخاصة البريطانية شاركت في أعمال تشمل القتال.

## حصيلة
في 10 ديسمبر 2017، أعلن رئيس الوزراء العراقي حيدر العبادي أن تنظيم الدولة الإسلامية "طرد" بالكامل من العراق بعد فقدان السيطرة على جميع أراضيه. وعلى الرغم من ذلك، أصر وزير الدفاع البريطاني بن والاس على أن تنظيم الدولة الإسلامية لا يزال يشكل "التهديد الأكثر أهمية" للمملكة المتحدة وأن عودته المحتملة في المستقبل تظل مصدر قلق. ولهذا السبب، تواصل الطائرات العسكرية البريطانية دورياتها في سماء العراق بشكل يومي تقريبًا.
في 28 سبتمبر/أيلول 2024، سوف يتطور دور المملكة المتحدة في العراق وسوريا بعد انتهاء المهمة العسكرية للتحالف الدولي ضد داعش. وعلى مدار العام التالي، انتقلت المملكة المتحدة إلى شراكة أمنية ثنائية مع العراق وتوقفت عن القيام بمزيد من المهام هناك.

## سوريا

### الأحداث السابقة
في عام 2013، اختطفت جماعات مسلحة عاملين إغاثة بريطانيين، ديفيد هاينز وآلان هينينج، في حادثين منفصلين في سوريا أثناء قيامهما بأعمال الإغاثة الإنسانية. في سبتمبر/أيلول 2014، أعدم تنظيم داعش رهينة أميركياً وهدد بإعدام هاينز إذا لم تنهي الولايات المتحدة تدخلاتها العسكرية في العراق وسوريا . أدان رئيس الوزراء ديفيد كاميرون الإرهابيين وصرح بأن المملكة المتحدة "لن تستسلم أبدًا للإرهاب"، مضيفًا أن تنظيم الدولة الإسلامية "سيتم القضاء عليه من الوجود". وفي وقت لاحق، أصدر تنظيم الدولة الإسلامية مقطع فيديو يظهر قطع رأس هاينز على يد جلاد من تنظيم الدولة الإسلامية - وهو مواطن بريطاني لم يتم التعرف عليه بعد، أطلقت عليه وسائل الإعلام اسم الجهادي جون . رد كاميرون قائلاً: "سنفعل كل ما في وسعنا لملاحقة هؤلاء القتلة وضمان مواجهتهم للعدالة، مهما طال الوقت". بدأت عملية مطاردة مكثفة شملت جهاز المخابرات البريطاني MI5 ، وجهاز سكوتلاند يارد، ووكالة المخابرات المركزية في محاولة لتحديد هوية جون. في أكتوبر 2014، أعدم جون هيننج انتقامًا لقيام المملكة المتحدة بتنفيذ غارات جوية في العراق. وتم التعرف لاحقا على جون باعتباره محمد الموازي، وهو مواطن بريطاني من أصل كويتي وكان يعيش سابقا في لندن.
في عام 2014، أكدت وزارة الدفاع أن القوات الجوية الملكية البريطانية تقوم بمهام مراقبة فوق سوريا، بما في ذلك عبر طائرات بدون طيار من طراز MQ-9 Reaper المتمركزة في قبرص. وفي نوفمبر/تشرين الثاني، استهدفت غارة جوية أميركية بطائرة بدون طيار إموازي في الرقة، مما أدى إلى مقتله بدعم من سلاح الجو الملكي البريطاني. وأكد رئيس الوزراء ديفيد كاميرون وفاته وصرح بأنها كانت "عملاً من أعمال الدفاع عن النفس" تم تحقيقه من خلال العمل "جنبًا إلى جنب وعلى مدار الساعة" مع الولايات المتحدة.
في عام 2015، وجه كاميرون دعوات متكررة لشن غارات جوية في سوريا في أعقاب هجمات سوسة عام 2015 التي نفذها تنظيم داعش وأسفرت عن مقتل 30 بريطانيا. وردد وزير الدفاع البريطاني مايكل فالون هذه الدعوات، حيث زعم أن هناك "عدم منطقية" في مراقبة القوات البريطانية للحدود العراقية السورية في حين لا يقوم تنظيم الدولة الإسلامية بذلك. وأوضح فالون أن المملكة المتحدة لا تحتاج إلى دعم البرلمان لشن غارات جوية في سوريا، لكن مجلس العموم سيكون له الكلمة الأخيرة. وصرح رئيس الوزراء في وقت لاحق أن المملكة المتحدة ملتزمة بتدمير الخلافة في كل من العراق وسوريا. وتبين لاحقًا أن الطيارين البريطانيين شاركوا في الغارات الجوية في سوريا أثناء وجودهم مع القوات الأمريكية والكندية. ومع ذلك، ظلت القوات البريطانية نفسها ملتزمة بالمراقبة، وبحلول شهر نوفمبر/تشرين الثاني، كانت طائراتها بدون طيار من طراز ريبر مسؤولة عن 30% من جميع عمليات المراقبة الجوية للتحالف في سوريا.
في سبتمبر/أيلول 2015، أعلن رئيس الوزراء البريطاني ديفيد كاميرون أن اثنين من مقاتلي تنظيم الدولة الإسلامية المولودين في بريطانيا، رايد خان وراهول أمين، تم استهدافهما وقتلهما في سوريا بواسطة طائرة بدون طيار من طراز ريبر تابعة لسلاح الجو الملكي البريطاني. خلال بيان في البرلمان، أوضح رئيس الوزراء أن الأمر كان "عملاً مشروعًا للدفاع عن النفس" حيث كان المقاتلان يخططان لشن هجمات ضد المملكة المتحدة. وأوضحت وزارة الدفاع لاحقًا أن الضربة لم تكن جزءًا من العملية .

## الضربات الجوية
في نوفمبر/ تشرين الثاني 2015، وفي أعقاب هجمات باريس في ذلك الشهر واعتماد قرار مجلس الأمن التابع للأمم المتحدة رقم 2249، قدم ديفيد كاميرون أول قضية إلى البرلمان للمملكة المتحدة لشن غارات جوية ضد تنظيم الدولة الإسلامية في سوريا. وزعم أن المملكة المتحدة سوف تكون أكثر أمانا من خلال تنفيذ الغارات الجوية، وأن المملكة المتحدة لا تستطيع الاستعانة بحلفائها لضمان أمنها. وأضاف رئيس الوزراء أنه لن يجري تصويتًا على الضربات الجوية حتى يتأكد من قدرته على الفوز. وفي الأيام التالية، دعا الرئيس الفرنسي فرانسوا هولاند ووزير الدفاع الفرنسي جان إيف لودريان بريطانيا إلى الانضمام إلى الضربات الجوية. وتبع ذلك نداء من السفير الروسي لدى المملكة المتحدة، ألكسندر فلاديميروفيتش ياكوفينكو .
في ديسمبر/كانون الأول 2015، عقد مجلس العموم مناقشة استمرت عشر ساعات بشأن المشاركة في الضربات الجوية ضد تنظيم الدولة الإسلامية في سوريا، مع التصويت النهائي. وانتهى النقاش بـ 397 صوتًا لصالح الضربات الجوية و 223 صوتًا ضدها. بعد ساعات من التصويت، غادرت أربع طائرات تورنادو GR4 قبرص وهاجمت مواقع تنظيم الدولة الإسلامية في سوريا لأول مرة، بمساعدة طائرة صهريجية للتزود بالوقود جواً من طراز فوييجر وطائرة بدون طيار من طراز MQ-9 Reaper. هاجمت الطائرات حقل عمر النفطي في شرق سوريا، وهو أحد أكبر مصادر الدخل المالي لتنظيم داعش. أعلن وزير الدفاع مايكل فالون في وقت لاحق أن القوات الجوية الملكية سوف "تضاعف قوتها الضاربة" بستة مقاتلات يوروفايتر تايفون متعددة الأدوار وطائرتين ضاربتين أخريين من طراز تورنادو GR4.
بحلول 24 يناير 2016، استخدمت القوات الجوية الملكية البريطانية 7 صواريخ هيلفاير، و9 صواريخ بريمستون، و34 قنبلة موجهة بالليزر من طراز بيفواي 4 في سوريا.
في يونيو 2021، نشرت البحرية الملكية مجموعة حاملة طائرات، مجموعة حاملة الطائرات البريطانية الضاربة 21، والتي تركزت حول حاملة الطائرات أتش أم أس Queen Elizabeth تدعم العمليات ضد داعش. بدأت قوة مشتركة من طائرات مقاتلة من طراز F-35B Lightning II تابعة لسلاح الجو الملكي البريطاني ومشاة البحرية الأمريكية في إطلاق طلعات قتالية فوق سوريا من حاملة الطائرات أثناء تواجدها في شرق البحر الأبيض المتوسط. وقد أكد معهد البحرية الأمريكية ‏ وقوع الضربات الجوية. بحلول أوائل شهر يوليو، انسحبت مجموعة حاملة الطائرات وتوجهت شرقًا عبر قناة السويس.
في 14 ديسمبر 2021، أسقطت طائرة تايفون تابعة لسلاح الجو الملكي البريطاني طائرة بدون طيار معادية شكلت تهديدًا لقوات التحالف في قاعدة التنف العسكرية في جنوب سوريا. كانت هذه أول مشاركة جوية لسلاح الجو الملكي البريطاني في قتال باستخدام طائرة تايفون. تم استخدام صاروخ جو-جو قصير المدى من طراز ASRAAM في الاشتباك.
في ديسمبر 2022، نفذت القوات الجوية الملكية البريطانية غارة بطائرة بدون طيار أسفرت عن مقتل عضو بارز في تنظيم داعش في مدينة الباب بسوريا. كان نشاط الفرد مرتبطًا بالأسلحة الكيميائية والبيولوجية. كانت هذه هي الغارة الجوية البريطانية الوحيدة التي حدثت في سوريا في عام 2022.

### مهمة التدريب
في عام 2016، تم نشر فريق مكون من 75 مدربًا عسكريًا بريطانيًا في تركيا ودول أخرى قريبة في التحالف ضد داعش للمساعدة في برنامج التدريب الذي تقوده الولايات المتحدة في سوريا. قدم برنامج التدريب الأسلحة الصغيرة وتكتيكات المشاة والتدريب الطبي لقوات المعارضة السورية المعتدلة لأكثر من ثلاث سنوات. بالإضافة إلى ذلك، ورد أن القوات البريطانية ساعدت في بناء كتيبة آلية في جنوب سوريا، تتكون من مقاتلين قبليين لمحاربة جيش بشار الأسد.

### دعم الارض
في مايو/أيار 2015، أفادت تقارير أن عمليات المراقبة التي قامت بها القوات الخاصة البريطانية أكدت وجود زعيم كبير في تنظيم داعش، يدعى أبو سياف، في بلدة العامرا بسوريا، وبعد ذلك نفذت قوات العمليات الخاصة الأمريكية عملية للقبض عليه. وأسفرت العملية عن مقتله والقبض على زوجته أم سياف. وفي العام نفسه، أفادت التقارير أن القوات الخاصة البريطانية قتلت ستة من مقاتلي داعش أثناء عملية إنقاذ. وأفادت التقارير أيضًا أن المملكة المتحدة زودت القوات المناهضة لتنظيم الدولة الإسلامية بـ 500 ألف طلقة من الذخيرة.
في عام 2016، ذكرت صحيفة التلغراف أن القوات الخاصة البريطانية كانت تعمل على الخطوط الأمامية في سوريا؛ وخاصة في شهر مايو/أيار عندما عبروا الحدود بشكل متكرر من الأردن لدعم وحدة جيش سوريا الجديد المكونة من القوات الخاصة السورية السابقة التي تدافع عن قرية التنف ضد هجمات داعش. سيطر جيش سوريا الجديد على القرية في ذلك الشهر وواجه هجمات منتظمة من تنظيم داعش. وساعدت القوات البريطانية أيضًا في إعادة بناء القاعدة بعد الهجوم الانتحاري. واعترف الجيش السوري الجديد بأن القوات الخاصة البريطانية قدمت التدريب والأسلحة والمعدات الأخرى؛ وأكد مصدر مستقل أن القوات الخاصة البريطانية كانت تعمل ضد داعش في سوريا والعراق وليبيا. في أغسطس/آب، نشرت هيئة الإذاعة البريطانية صورًا حصرية تظهر القوات الخاصة البريطانية العاملة في سوريا. الصور التي يعود تاريخها إلى شهر يونيو/حزيران، تم التقاطها في أعقاب هجوم شنته داعش على قاعدة الجيش السوري الجديد في التنف، ويبدو أنها تظهر قوات خاصة بريطانية تقوم بتأمين محيط القاعدة. وتشير التقارير إلى أن القوات الخاصة البريطانية في سوريا شاركت في أدوار واسعة النطاق شملت المراقبة والاستشارة والقتال، بأعداد صغيرة نسبيًا.
في عام 2018، قُتل أحد أفراد القوات الخاصة البريطانية في سوريا، إلى جانب جندي أمريكي، بواسطة "متفجرات" تحملها قوات أمريكية متحالفة بعد انفجار عرضي. كان هذا أول جندي بريطاني يموت أثناء الخدمة الفعلية خلال العمليات ضد تنظيم الدولة الإسلامية.
في عام 2019، وردت أنباء عن إصابة جنديين من القوات الخاصة البريطانية في هجوم نفذه تنظيم داعش أثناء دعم حملة قوات سوريا الديمقراطية في دير الزور ؛ كما توفي كردي واحد.

### حصيلة
في 23 مارس/آذار 2019، وفي أعقاب معركة الباغوز فوقاني، خسر تنظيم الدولة الإسلامية آخر أراضيه المهمة في سوريا لصالح قوات سوريا الديمقراطية (SDF) المدعومة من الولايات المتحدة وشركائها في التحالف، بما في ذلك المملكة المتحدة. وأعلنت قوات سوريا الديمقراطية وحلفاؤها على نطاق واسع أن هذا هو "هزيمة داعش". وأشادت رئيسة الوزراء البريطانية تيريزا ماي بشجاعة القوات المسلحة البريطانية وحلفائها وقالت: "إن تحرير آخر الأراضي التي يسيطر عليها داعش لم يكن ممكناً لولا الشجاعة الهائلة التي يتمتع بها الجيش البريطاني وحلفاؤه". صرح اللواء كريس جيكا ‏ ، نائب قائد الاستراتيجية والمعلومات في قوة المهام المشتركة - عملية العزم الصلب، أن "عملية شادر ستبقى قائمة" لأن تنظيم داعش لم يكن "بدون قائد أو دفة" على الرغم من خسائره. وأضاف أنه لا يستطيع التنبؤ بكيفية تأثير الخسائر على التهديد الإرهابي الذي يشكله تنظيم الدولة الإسلامية (داعش) على المملكة المتحدة.

## ليبيا
في عام 2015، وفي أعقاب صعود تنظيم الدولة الإسلامية في ليبيا ، أكد رئيس الوزراء ديفيد كاميرون أن المملكة المتحدة مستعدة للتدخل عسكريًا، خاصة إذا كان هناك تهديد وشيك لحياة البريطانيين. ومع ذلك، فإن التدخل سوف يكون معلقًا بتشكيل حكومة وحدة مستقرة في ليبيا. بدأت القوات الجوية الملكية البريطانية تنفيذ مهام استطلاعية فوق ليبيا، والتي ذكرت وسائل الإعلام أنها كانت استعدادًا للتدخل. وبحسب ما ورد استهدفت إحدى رحلات الاستطلاع، التي شاركت فيها طائرة بوينج RC-135 ، تردد اتصالات تابع لتنظيم الدولة الإسلامية يبث من معقل في سرت وقامت بالتشويش عليه. كما أكدت التقارير المسربة والمسؤولون الليبيون وجود قوات خاصة بريطانية على الأرض وفي القتال. وقد أكد بيان رسمي صادر عن الملك عبد الله الثاني ملك الأردن هذه التقارير وكشف أن القوات الخاصة البريطانية نفذت عمليات مشتركة مع نظيراتها الأردنية. بالإضافة إلى ذلك، تم نشر 20 جنديًا بريطانيًا في تونس المجاورة للمساعدة في حراسة حدودها مع ليبيا.

## القوات المنتشرة
بلغ إجمالي عدد أفراد الجيش البريطاني 1920 فردًا في عام 2018. وشمل ذلك كتيبة مشاة واحدة على الأقل في دورة مدتها ستة أشهر لتقديم الدعم التدريبي وحماية القوات. تعمل هذه الوحدات من ثلاثة مواقع رئيسية في العراق: معسكر التاجي بالقرب من بغداد، ويونيون 3 في بغداد وأربيل في كردستان العراق . كما تمركزت القوات البريطانية في قاعدة الأسد الجوية ومجمع ميدان بسماية ‏.
وشملت الوحدات المشاركة ما يلي:
- الكتيبة الثانية، فوج يوركشاير (2 YORKS) (خلال عام 2014) [64][122]
- الكتيبة الثانية، فوج أميرة ويلز الملكي (2 PWRR)  [لغات أخرى]‏ (خلال عام 2015) [123][124]
- الكتيبة الأولى، البنادق (1 بندقية)  [لغات أخرى]‏ (يوليو 2015 – ديسمبر 2016)[125]
- الكتيبة الرابعة، البنادق (أكتوبر 2016 – مارس 2017)[126]
- الكتيبة الثانية، فوج دوق لانكستر (2 LANCS)  [لغات أخرى]‏ (ديسمبر 2016 – يوليو 2017)[127][128]
- قوات المرتفعات، الكتيبة الرابعة، الفوج الملكي الاسكتلندي (4 SCOTS)  [لغات أخرى]‏ (يوليو 2017 – ديسمبر 2017)[129][130]
- فوج المشاة الملكي المرتفع، الكتيبة الثانية، الفوج الملكي الاسكتلندي (2 SCOTS)  [لغات أخرى]‏ (ديسمبر 2017 – يونيو 2018).[131][132]
- سرب المهندسين المدرع الخامس، فوج المهندسين الثاني والعشرين  [لغات أخرى]‏ (خلال عام 2017)[120]
- الكتيبة الثانية، البنادق (2 بندقية) (يوليو 2017 – يناير 2018)[133]
- الكتيبة الثالثة، البنادق (3 بنادق) (نوفمبر 2018 – يوليو 2019)[133][134]
- الكتيبة الأولى، حرس القنابل اليدوية  [لغات أخرى]‏ (يونيو 2018 – نوفمبر 2018)[135]
- الكتيبة الأولى، الحرس الأيرلندي (2020)[136]
- الكتيبة الأولى، الحرس الويلزي  [لغات أخرى]‏ (نوفمبر 2021)[137]

### القوات الجوية الملكية
في عام 2018، كان لدى سلاح الجو الملكي البريطاني 1950 فردًا تم نشرهم في عملية شادر. المجموعة الجوية الاستطلاعية رقم 83 المتمركزة في قاعدة العديد الجوية في قطر مسؤولة عن القيادة والتحكم ولديها أربعة أجنحة جوية استطلاعية ‏ مخصصة لها.

### البحرية الملكية
وتقوم البحرية الملكية البريطانية بشكل روتيني بنشر فرقاطة أو مدمرة في الشرق الأوسط لتنفيذ عمليات الأمن البحري دعماً لعملية كيبيون ‏ . وقد وفرت هذه السفن أحيانًا خدمات المرافقة لمجموعات حاملات الطائرات الحليفة المشاركة في عمليات الضرب. في يونيو 2021، ساهمت البحرية الملكية بمجموعة حاملة طائرات خاصة بها ونفذت عمليات هجومية بحرية ضد داعش لأول مرة. بالإضافة إلى ذلك، قامت قوات المساعدة البحرية الملكية ‏ بإعادة إمداد السفن الحربية للتحالف، وفي عام 2016، قامت بتشغيل طائرات هليكوبتر للمراقبة والتحكم المحمولة جواً (ASaC).

### خدمة ثلاثية
القوات الخاصة للمملكة المتحدة (UKSF) ‏

## ردود الفعل

### محلي
في 26 سبتمبر/أيلول 2014، وقبل التصويت البرلماني على الضربات الجوية في العراق، كتبت عضو البرلمان عن حزب العمال ووزيرة التعليم في حكومة الظل روشانارا علي ‏ إلى زعيم حزب العمال إد ميليباند لتعلن استقالتها من منصبها كوزيرة في حكومة الظل، قبل امتناعها المتعمد عن التصويت. وفي الرسالة كتبت علي "إنني أقدر صدق أعضاء البرلمان من جميع جوانب المجلس الذين يؤيدون اليوم العمل العسكري ضد داعش. وأنا أعلم أن المسلمين البريطانيين يقفون متحدين في الإدانة الكاملة للقتل الذي ارتكبه داعش. ومع ذلك، هناك اعتقاد حقيقي في المجتمعات المسلمة وغير المسلمة بأن العمل العسكري لن يؤدي إلا إلى المزيد من إراقة الدماء والمزيد من الألم لشعب العراق". وأضافت علي في الرسالة أيضًا أن مخاوفها من التأثير المحتمل للعمليات العسكرية على التطرف بين المسلمين البريطانيين لم يتم التفكير فيها جيدًا.
خططت جماعات مناهضة للحرب، بما في ذلك تحالف أوقفوا الحرب (StWC)، لمسيرة احتجاجية عبر لندن في 4 أكتوبر/تشرين الأول 2014 ردًا على عملية شادر. وقال متحدث باسم اللجنة الوطنية لمكافحة الإرهاب "إن كافة الأدلة تشير إلى أن كافة التدخلات سوف تؤدي فقط إلى المزيد من العنف". وزعم موقع "StWC" أن التدخلين السابقين في العراق "ساعدا في خلق الفوضى الحالية".[بحاجة لمصدر]نظمت StWC احتجاجًا آخر في لندن في 1 ديسمبر 2015، قبل التصويت البرلماني على الضربات الجوية في سوريا.
في 3 ديسمبر 2015، وردت أنباء تفيد بأن العديد من أعضاء البرلمان من حزب العمال تلقوا تهديدات بالقتل وإساءة المعاملة بسبب دعمهم للغارات الجوية في سوريا. في 15 أكتوبر 2021، تعرض السياسي البريطاني المخضرم وعضو البرلمان ديفيد أميس للهجوم والقتل على يد الإسلامي علي حربي علي. وفي المحكمة، ادعى علي أنه هاجم أميس ردًا على تصويته لصالح الضربات الجوية في سوريا.

### دولي
ورحبت الولايات المتحدة بمشاركة المملكة المتحدة في التحالف ضد داعش، حيث صرح الرئيس باراك أوباما : "منذ بداية الحملة ضد داعش، كانت المملكة المتحدة واحدة من شركائنا الأكثر قيمة". صرح وزير الخارجية الروسي سيرجي لافروف بأنه يرحب بالغارات الجوية البريطانية في سوريا، مضيفًا أن "المزيد من الجهود العالمية ضد تنظيم الدولة الإسلامية ستكون أكثر فعالية". ودعا السفير الروسي لدى المملكة المتحدة، ألكسندر فلاديميروفيتش ياكوفينكو ، إلى شن غارات جوية بريطانية في العراق.

## الدولة الاسلامية
في 3 أكتوبر 2014، أعدم تنظيم الدولة الإسلامية عامل الإغاثة البريطاني آلان هينينج ردًا على الغارات الجوية البريطانية في العراق. كما أعلنت الجماعة مسؤوليتها عن العديد من الهجمات الإرهابية، بما في ذلك تفجير مانشستر أرينا عام 2017 وهجوم وستمنستر ، والتي ادعت أنها كانت ردًا على العمل العسكري البريطاني في الشرق الأوسط. في العام نفسه، أعلن تنظيم الدولة الإسلامية مسؤوليته عن تفجير قطار بارسونز جرين ، حيث ألقى المهاجم باللوم في السابق على المملكة المتحدة في وفاة والده في العراق. أعلن تنظيم الدولة الإسلامية مسؤوليته عن عملية الطعن في ستريثام عام 2020، مشيرًا إلى أنها كانت ردًا على دعواته "لمهاجمة مواطني دول التحالف".

## ميدالية الخدمة
وذكرت التقارير أن وزيرة الدفاع في حكومة الظل نيا جريفيث دعت إلى تخصيص جائزة خاصة لأولئك الذين خدموا في عملية شادر، بعد زيارة القوات المنتشرة في العملية والتحدث إلى القوات المسلحة المتمركزة في قاعدة سلاح الجو الملكي في أكروتيري. قدم الاقتراح للمراجعة من قبل مجلس الاعتراف التشغيلي في المقر المشترك الدائم ‏.
في 20 سبتمبر/أيلول 2017، أعلن وزير الدفاع مايكل فالون أن "ميدالية Op Shader" ستُمنح لأولئك الذين يخدمون في العراق وسوريا. وقد استخدم الإعلان لتسليط الضوء على عدم الاعتراف بالأفراد العاملين في العملية، ولكنهم لم يقعوا مباشرة ضمن معايير الجائزة؛ مثل طاقم التحالف في الكويت/تركيا وطياري طائرات ريبر التابعة لسلاح الجو الملكي البريطاني في أماكن أخرى من الشرق الأوسط.
وفي أعقاب هذا الإعلان، صدرت تعليمات وإشعار دفاعي (DIN) يؤكد الأهلية وتصميم الميدالية والجدول الزمني للإنتاج.
الأهلية هي خدمة متواصلة لمدة 30 يومًا ضمن حدود العراق وسوريا (45 يومًا متراكمة) من 9 أغسطس 2014 حتى تاريخ لم يتم تحديده بعد.
وستظل الميدالية مجرد "عملة معدنية"، وهي العملة نفسها التي استخدمت في ميداليات أفغانستان والكونغو. يمييز بين الجوائز من خلال الشريط والمشبك (إن وجد). تحتوي شرائط جميع إصدارات OSM على مجموعة مركزية مكونة من 5 خطوط باللون الأزرق الفاتح والأزرق الداكن والأحمر (نطاق أوسع في الوسط)، لتمثيل الخدمات الثلاث. وتحيط بها ألوان تم اختيارها خصيصًا لتمثيل الحملة. وفي حالة OSM "العراق وسوريا"، سيتم تقديم توصية بأن يكون هذا الشريط الخارجي باللون الرمادي التفوقي الجوي، تقديراً للعدد الكبير من طائرات سلاح الجو الملكي البريطاني المشاركة في العملية.
ورغم أن الاستحقاق أتفق عليه بالفعل، فإن توزيع الميدالية لن يبدأ قبل سبتمبر/أيلول 2018 لأسباب مالية. من المتوقع أن يتم استلام أكثر من 3600 ميدالية متميزة من عام 2014 إلى عام 2018 بحلول ديسمبر 2018.
في 18 يوليو 2018، قدم وزير الدفاع جافين ويليامسون ميدالية عملية شادر، المعروفة رسميًا باسم ميدالية الخدمة العملياتية للعراق وسوريا ‏ . إنه يحتوي على شريط ومشبك مميزين. وأعلن أيضًا أن جلالة الملكة وافقت على تمديد معايير الأهلية للحصول على الميدالية لتشمل الأفراد خارج "منطقة العمليات التقليدية" في العراق وسوريا والتي ستشمل أطقم طائرات MQ-9 Reaper التابعة للقوات الجوية الملكية.

## معرض

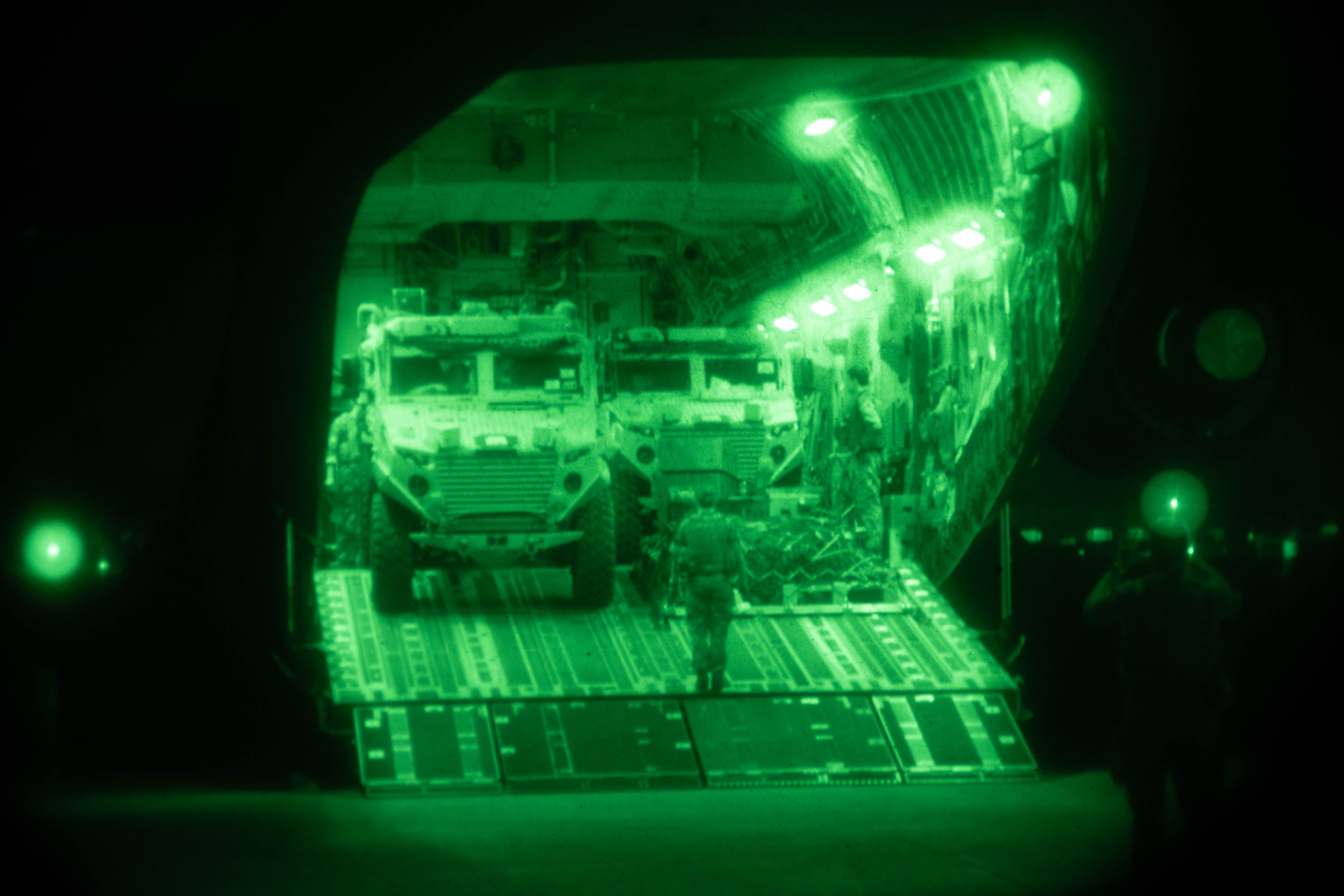
الجيش البريطاني فوكسهوند العراق 2020
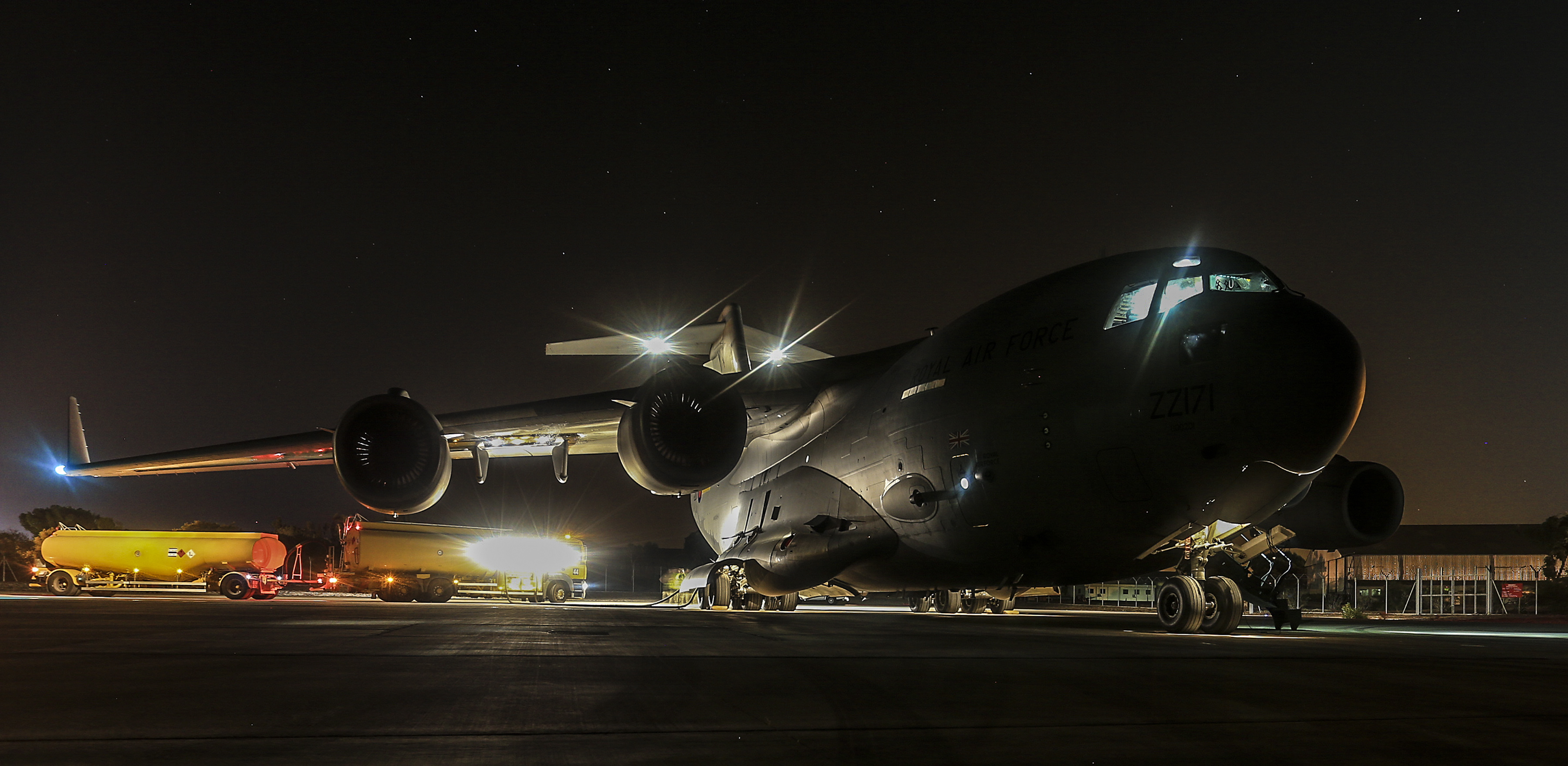
عملية التظليل
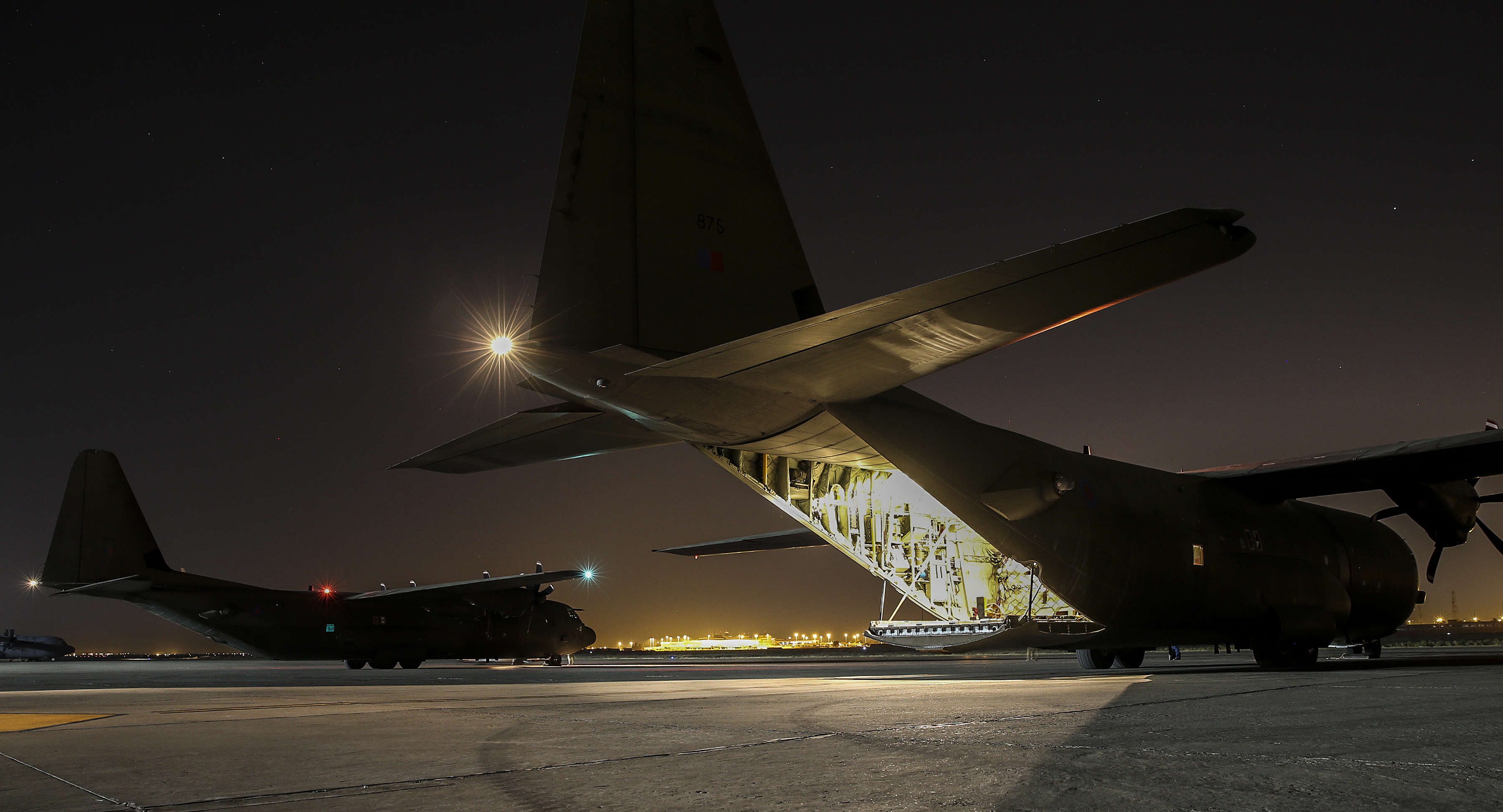
طائرتان من طراز C-130J Hercules تابعتان لسلاح الجو الملكي البريطاني في العراق، بعد تفريغهما من الإمدادات الإنسانية الحيوية في 9 سبتمبر/أيلول 2014.
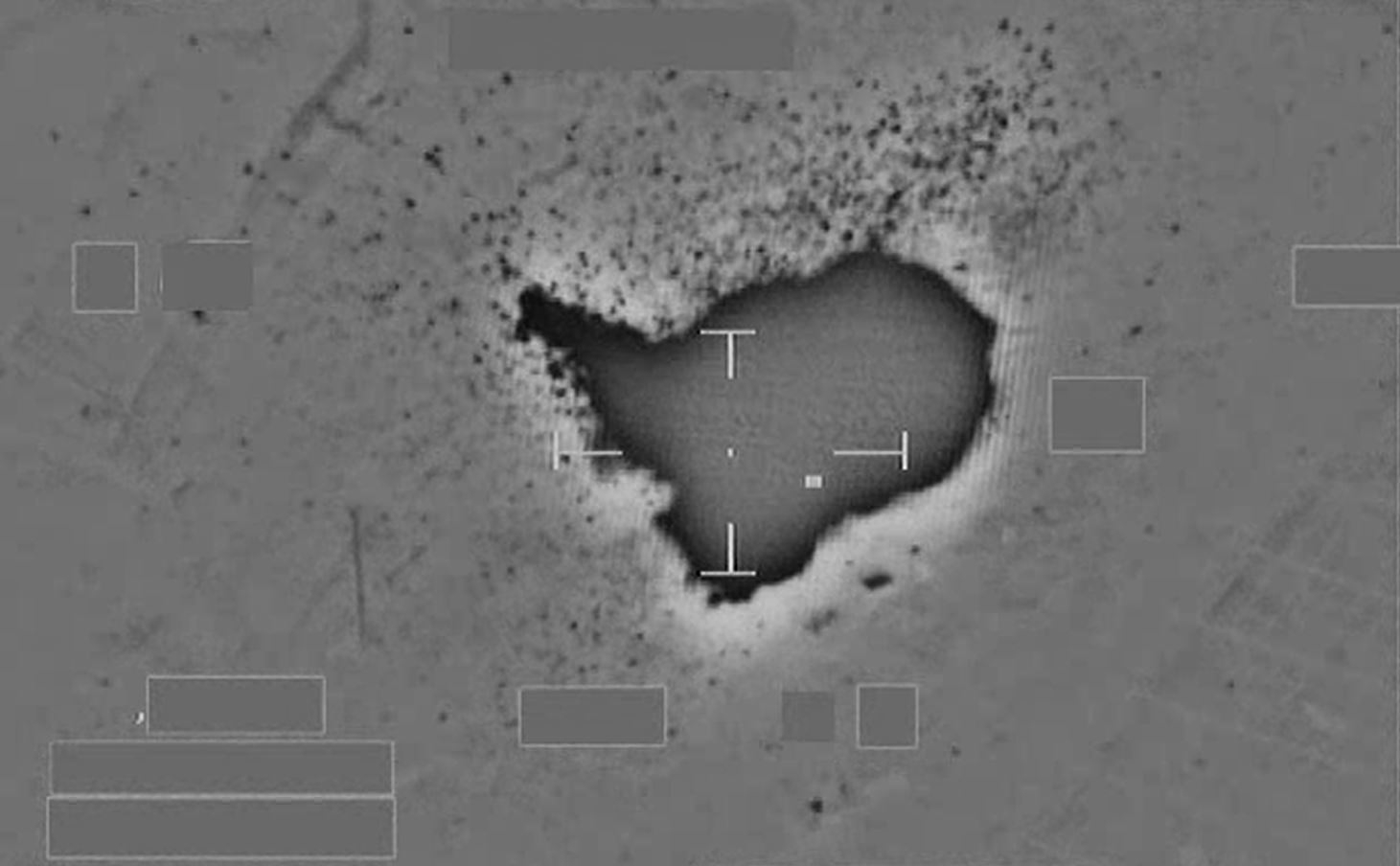
طائرة تورنادو GR4 تدمر مركبة مدرعة لتنظيم داعش في القائم في 2 نوفمبر 2014.
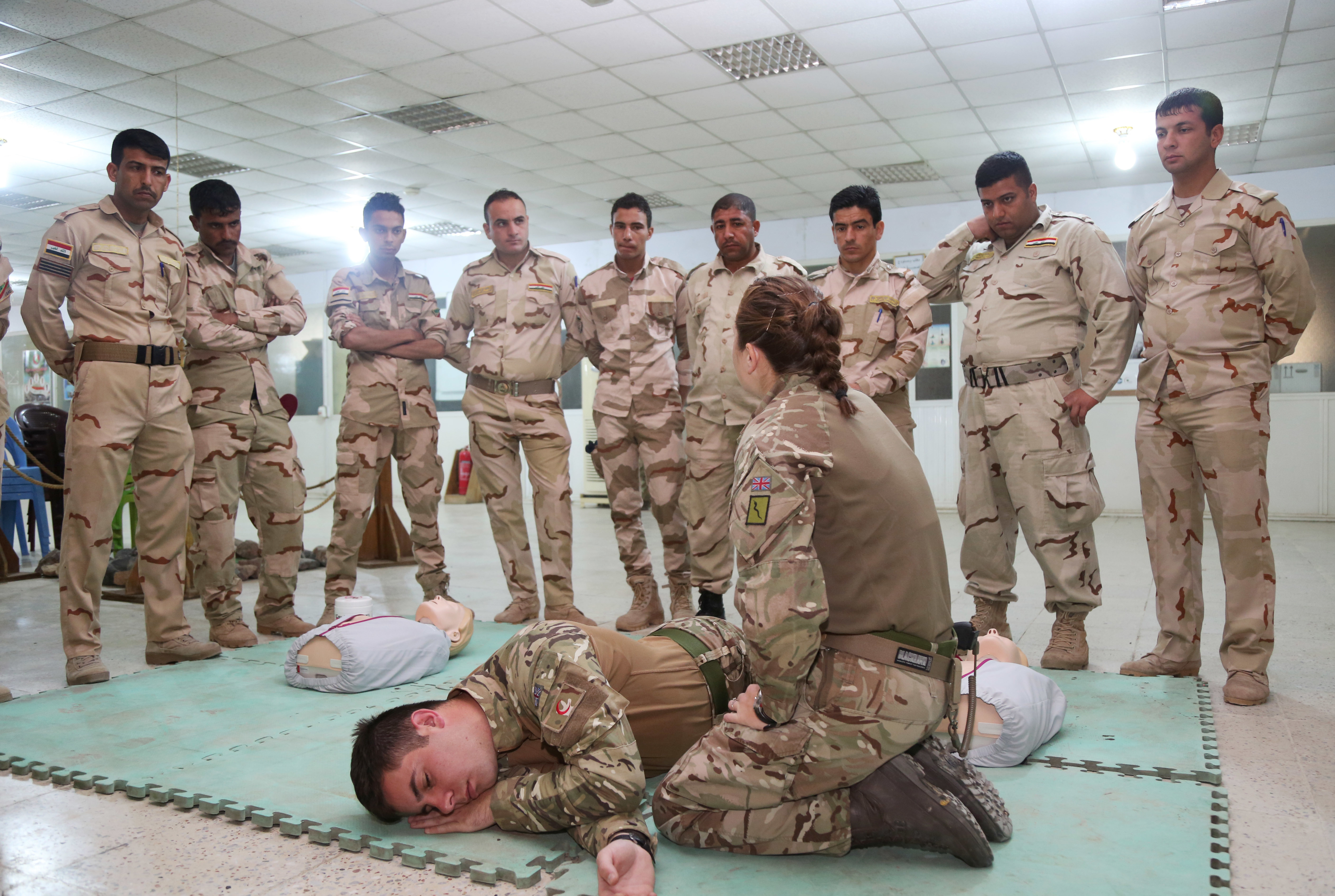
عضو في هيئة الطب بالجيش الملكي البريطاني يوضح كيفية الضغط على الصدر للجنود العراقيين
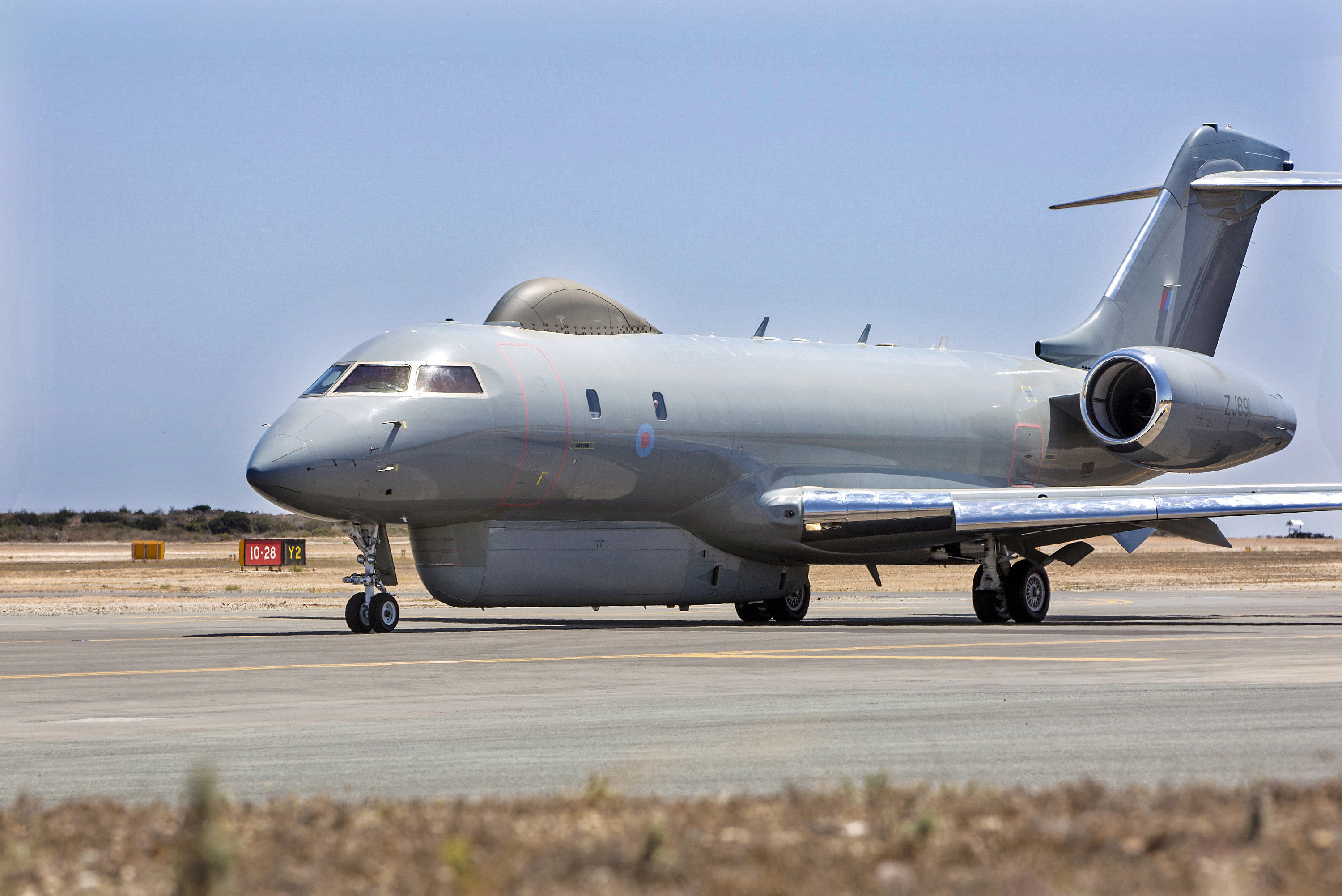
طائرة MQ-9 Reaper تابعة لسلاح الجو الملكي البريطاني، مماثلة لتلك المستخدمة في الضربة التي استهدفت رايد خان وراهول أمين في سوريا.